# بابونة وسطي
بابونة وسطي (بالفارسية: بابونه وسطی) هي مستوطنة تقع في Charuymaq-e Jonubesharqi Rural District في إيران. يقدر عدد سكانها بـ 78 نسمة .